# Laurence Burnside
Laurence Burnside (nascido em 19 de julho de 1946) é um ex-ciclista bahamense. Ele representou seu país durante os Jogos Olímpicos de Verão de 1972, na prova de contrarrelógio (1 000 m).